# شمال شرق إنجلترا
تعد شمال شرق إحدى المناطق التسع الرسمية في إنجلترا حيث تتألف نورثمبرلاند، مقاطعة دورهام، تاين ووير، ومنطقة مقاطعة كليفلاند السابقة في شمال يوركشاير. تتميز المنطقة بتضاريسها الجبلية ونها ذات كثافة سكانية منخفضة في شمالها وغربها، أمان المناطق الحضرية والزراعية فتقع في الشرق والجنوب منها. أعلى نقطة في المنطقة ذا شفيوت The Cheviot وأعلى قمة هي Cheviot Hills على ارتفاع 815 مترًا (2674 قدمًا).